# Barberier
Barberier é uma comuna francesa na região administrativa de Auvérnia-Ródano-Alpes, no departamento Allier. Estende-se por uma área de 8,31 km². Em 2010 a comuna tinha 145 habitantes (densidade: 17,4 hab./km²).